# Heinrich Kellner (Jurist)
Heinrich Kellner (* 12. September 1536 in Frankfurt am Main; † 18. Januar 1589 ebenda) war Advokat und Stadtsyndikus in der Reichsstadt Frankfurt. Er war Verfasser einer Chronik zur venezianischen Geschichte, die dazu dienen sollte, dessen Verfassung als vorbildlich darzustellen. Sie machte Venedigs Geschichte als eine der ersten Chroniken im deutschen Sprachraum über den Kreis der Lateinleser hinaus bekannt.

## Leben
Kellner entstammte einer aus Erfurt stammenden Familie, die 1518 in der Patriziergesellschaft Alten Limpurg aufgenommen worden war. Er studierte die Rechte an den Universitäten von Löwen, Leipzig, Orleans, Bourges und 1561 an der Universität Padua, wodurch er in Kontakt zur italienischen Kultur kam. Nach einer Italienreise ließ er sich als Advokat in seiner Heimatstadt nieder. Er war mit der Patrizierin Margaretha von Neuhaus verheiratet, mit der er fünf Kinder hatte.
1566 wurde er Hausjurist des Grafen Ludwig zu Stolberg, 1569 Advokat des Allgemeinen Almosenkastens und Justitiar der Städte Büdingen und Gelnhausen sowie der Grafschaften Solms-Laubach, Solms-Münzenberg, Hanau-Lichtenberg und Isenburg.
Sein besonderes Interesse galt Venedig, dessen Verfassung er als vorbildlich betrachtete, und die er durch die Veröffentlichung einer Chronik bekannt zu machen suchte. Für ihn war Venedigs gemischte Verfassung die Ursache seiner Stabilität. Unter den zahlreichen Chroniken verweist er besonders auf Pietro Marcello und Silvestro Girelli. Den Dogen sah er, als monarchisches Element der Verfassung, als besonders bedeutsam für die politische Stabilität an. Das aristokratische Element verkörperten bei ihm die übrigen Institutionen. Der Respekt vor der Verfassung, den Kellner den Venezianern zuschreibt, sei wiederum Vorbedingung. Nach Kellners Darstellung war er von Sigmund Feyerabend aufgefordert worden, seine Chronik zu verfassen.
1574 wurde er Stadtsyndikus neben Johann Fichard und Arnold Engelbrecht. Kellner übernahm wichtige diplomatische Funktionen der Reichsstadt Frankfurt; so vermittelte er in Rechtsstreitigkeiten mit benachbarten Staaten und vertrat die Stadt bei den Reichstagen von Regensburg 1576 und Augsburg 1582 sowie beim Kreistag zu Worms 1582. Dort war er Vorsitzender der Kommission zur Visitation des Reichskammergerichtes und nahm an dessen Revisionstag 1585 in Speyer teil.
Er erstellte für Frankfurt ein Gutachten, auf dessen Grundlage die Registratur – dies blieb fortan bis zum Ende der reichsstädtischen Zeit die Bezeichnung für das städtische Archiv – einem besonderen Beamten unterstellt wurde, ohne sie von der Stadtschreiberei zu trennen.
Kellner starb 1589 als Frankfurter Syndicus.
Einen Hinweis auf einen Sohn namens Georg stellen drei Bücher dar, die im Zeitraum 1583 bis 1585 an einen Georg Kellner gelangten, wie die Besitzeinträge erweisen. Dazu passt ein Eintrag in der Lersner-Chronik (benannt nach Achilles August von Lersner). Darin wird berichtet, ein Sohn Heinrich Kellners namens Georg sei im Jahr 1590 auf einer Studienreise in Italien im Alter von 22 Jahren gestorben.
Von Heinrich Kellner ließen sich in 18 Büchern handschriftliche Besitzeinträge nachweisen, wobei sowohl sein Name, als auch seine Initialen „D H K“, aber auch seine Devise „ENITAR“ (Ich schaff's) ihm zugewiesen werden können. Über seinen Enkel Johann Maximilian zum Jungen, der als Ratsherr und Schöffe erscheint (1596–1649), gelangten sie 1689/90 mitsamt dessen großer Sammlung nach seinem Tod in den Besitz der Stadt Frankfurt. Vor kurzer Zeit wurden vier „Kunstbücher“ wiederentdeckt, in denen Kellner Holzschnitte, Kupferstiche, Zeichnungen und Scherenschnitte zusammengestellt hatte. Seine Bibliothek gelangte gleichfalls in den Besitz seines besagten Enkels Johann Maximilian zum Jungen.

## Werke
- Chronica das ist Warhaffte eigentliche vnd kurtze Beschreibung, aller Hertzogen zu Venedig Leben, Frankfurt bei Sigmund Feyerabend 1574. (Digitalisat)